# Parophidion vassali
Parophidion vassali är en fiskart som först beskrevs av Risso, 1810.  Parophidion vassali ingår i släktet Parophidion och familjen Ophidiidae. IUCN kategoriserar arten globalt som otillräckligt studerad. Inga underarter finns listade i Catalogue of Life.